# 韓世忠

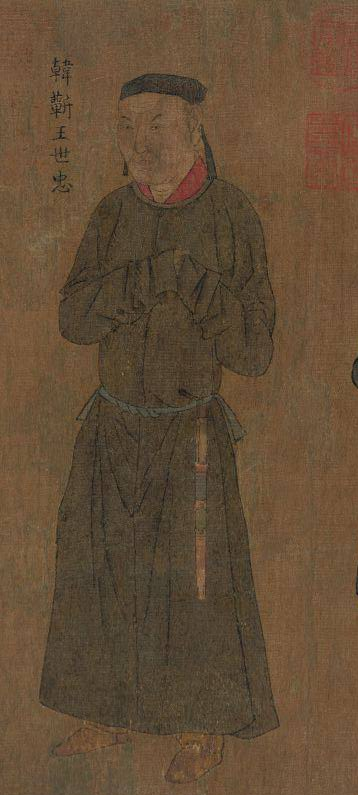
韓世忠肖像（劉松年『中興四将図』より）

韓 世忠（かん せいちゅう、元祐3年（1088年）- 紹興21年8月4日（1151年9月15日））は、中国宋の軍人。字は良臣。延州綏徳城の出身。武勇に優れた抗金の名将で、一人で一万人に匹敵するということから万人敵と呼称される。なお、彼の妻である梁紅玉もまた夫とともに金と戦った。夫婦は仲は非常に睦まじかったという。

## 経歴
延州綏徳城の貧家に生まれる。18歳のとき募集に応じて兵と成り、軍人としての生涯を送ることになる。崇寧4年（1105年）、西夏が境を犯すとこれに出撃。大功をたてるが、童貫の評価は芳しいものではなかった。
宣和2年（1120年）、方臘の乱が起きる。韓世忠は王淵指揮下の将校として鎮圧に従事する。反乱軍を破り、ついには方臘を捕虜にすることに成功した。このとき、韓世忠の活躍がめざましく、王淵から「万人敵」と賞賛される。しかし、方臘を捕らえた功績は辛興宗に奪われてしまう。また『水滸伝』においてもこの功績は魯智深のものにされてしまっている。
宣和3年（1121年）にも金を大敗させ、盗賊を捕らえている。また、金の侵入により王帥数万が敗走するなか、一人で敵の包囲を破り、なんとか欽宗を逃亡させることに成功している。
靖康の変の後、高宗を済州まで護衛し、以降は抗金闘争に明け暮れることになる。「黄天蕩の戦い」では妻の梁紅玉とともに8千の兵で金の10万という数の差を巧みに水撰で覆し、金兵2万5千を倒すという殊勲を挙げる。また、紹興4年（1134年）には高宗から「中興の武功第一」と称された。
紹興11年（1141年）、秦檜が金との和平を進める中、岳飛は無実の罪で殺され、韓世忠も兵権を奪われる。兵権を奪われたのちは隠退し、自ら清涼居士と号し悠々自適の人生を送った。隠退後は、客が来ればもてなすが、二度と兵事を語らなかったという。

## 逸話
- 妻の梁紅玉はもともと妓女であったが、客として現れた当時下級軍人にすぎなかった韓世忠を気に入って、押しかけ女房のように嫁いだと言われる。夫婦仲は非常に良好であった。
- 韓世忠よりだいぶ年下でありながら出世のスピードが早かったためか、岳飛との関係は好ましいものでなかったという。もっとも、いつしか韓世忠と岳飛の関係はかなり改善されたようである。
- 紹興11年（1141年）に岳飛が無実の罪で投獄されると、韓世忠は秦檜に対し「岳飛に対し謀反の証拠があるのか」と意見している。これに対し秦檜が「莫須有（あったかもしれない）」と答えると、「莫須有の三文字で天下を納得させることができるものか」と怒鳴りつけたという（この部分の出典は『宋史』365巻、岳飛伝）。

## 伝記資料
- 『宋史』巻三六四「韓世忠伝」

## 関連書籍
- 紅塵（田中芳樹著　1998年　祥伝社。ISBN 439632636X。）

韓世忠の息子である韓子温を主人公にした小説。